# Syncopy Inc.
Syncopy Inc. là một công ty sản xuất phim của Anh – Mỹ, do Christopher Nolan cùng vợ ông là Emma Thomas thành lập vào năm 2001. Tên của công ty xuất phát từ "syncope" (Ngất xỉu), một thuật ngữ y học chỉ tình trạng hôn mê hoặc mất ý thức.

## Lịch sử
Christopher Nolan từng cộng tác với Legendary Pictures để sản xuất các bộ phim như Huyền thoại Người Dơi (2005), Ảo thuật gia đấu trí (2006), Kỵ sĩ bóng đêm (2008), Kẻ trộm giấc mơ (2010) và Kỵ sĩ bóng đêm trỗi dậy (2012) cho hãng Warner Bros. Pictures. Năm 2013, Syncopy phát hành Người đàn ông thép của Zack Snyder. Các tác phẩm tiếp theo do Syncopy sản xuất bao gồm Hố đen tử thần (2014), phim tài liệu ngắn Quay (2015), Cuộc di tản Dunkirk (2017), Tenet (2020) và Oppenheimer (2023).
Trong Syncopy hiện tại có bảy nhân viên, trong đó có vợ chồng nhà Nolan. Trong một buổi phỏng vấn với Vanity Fair, Thomas cho biết, "Chúng tôi không phải những nhà xây dựng đế chế, chúng tôi là những người làm phim tư nhân".

## Danh sách phim

### Phim điện ảnh
| Năm             | Phim                    | Đạo diễn          | Công ty hợp tác sản xuất                                   | Hãng phát hành                              | Doanh thu     | Nguồn  |
| --------------- | ----------------------- | ----------------- | ---------------------------------------------------------- | ------------------------------------------- | ------------- | ------ |
| 2005            | Huyền thoại Người Dơi   | Christopher Nolan | Legendary Pictures, DC Entertainment                       | Warner Bros. Pictures                       | 375 triệu USD | [ 4 ]  |
| 2006            | Ảo thuật gia đấu trí    | Christopher Nolan | Touchstone Pictures, Newmarket Films                       | Warner Bros. Pictures, Buena Vista Pictures | 109 triệu USD | [ 5 ]  |
| 2008            | Kỵ sĩ bóng đêm          | Christopher Nolan | Legendary Pictures, DC Entertainment                       | Warner Bros. Pictures                       | 1 tỷ USD      | [ 6 ]  |
| 2010            | Kẻ trộm giấc mơ         | Christopher Nolan | Legendary Pictures                                         | Warner Bros. Pictures                       | 839 triệu USD | [ 7 ]  |
| 2012            | Kỵ sĩ bóng đêm trỗi dậy | Christopher Nolan | Legendary Pictures, DC Entertainment                       | Warner Bros. Pictures                       | 1,11 tỷ USD   | [ 8 ]  |
| 2013            | Người đàn ông thép      | Zack Snyder       | Legendary Pictures, DC Entertainment, Peters Entertainment | Warner Bros. Pictures                       | 670 triệu USD | [ 9 ]  |
| 2014            | Hố đen tử thần          | Christopher Nolan | Legendary Pictures, Lynda Obst Productions                 | Warner Bros. Pictures, Paramount Pictures   | 726 triệu USD | [ 10 ] |
| 2017            | Cuộc di tản Dunkirk     | Christopher Nolan | RatPac-Dune Entertainment                                  | Warner Bros. Pictures                       | 530 triệu USD | [ 11 ] |
| 2020            | Tenet                   | Christopher Nolan | —                                                          | Warner Bros. Pictures                       | 365 triệu USD | [ 12 ] |
| 2023            | Oppenheimer             | Christopher Nolan | Atlas Entertainment                                        | Universal Pictures                          | 975 triệu USD | [ 13 ] |
| 2026            | Sử thi Odyssey          | Christopher Nolan | —                                                          | Universal Pictures                          | —             |        |
| Tổng doanh thu: | Tổng doanh thu:         | Tổng doanh thu:   | Tổng doanh thu:                                            | Tổng doanh thu:                             | 6,7 tỷ USD    | —      |